# زوج بغال
معبر زوج بغال من ناحية المغرب أو معبر العقيد لطفي من ناحية الجزائر هو معبر حدودي بري بين المغرب والجزائر على التوالي، الذي يربط مدينة وجدة المغربية بمغنية الجزائرية.

## تاريخ
هناك عدة روايات للتسمية أشهرها أنها كانت نقطة لقاء بين سعاة البريد الذين كانو يستعملون البغال وهذا قبل مجيي الفرنسيين أي قبل 1830م، وهناك من يرجعها لصراع أرض بين قبيلتين أدى لإستعمال زوج من البغال للفصل بنها  غيرت الجزائر الاسم بعد الاستقلال للعقيد لطفي وهو رجل مجاهد قاوم الإستعمار الفرنسي
رواية أخرى يتداولها السكان المحليون لكن لا مصادر لها ترجع الاسم لعسكري فرنسي اسمه «جورج بيغيل»، تحول إلى زوج بغال، لكن لم يرد هذا الاسم في الخرائط الفرنسية ومعروف أن الخرائط دقيقة خصوصا في ترجيح الأسماء المفرنسة على المعربة.
أغلق المعبر لأول مرة بعد استقلال البلدين أثناء السبعينيات على خلفية قضية الصحراء الغربية وحرب الرمال، أعيد فتحه في بداية التسعينيات لمدة عامين ثم أغلق في حادثة هجومات إرهابية في مراكش.
و ضل مغلقا منذ 1994م عندما فرضت الرباط التأشيرة على المواطنين الجزائريين، وردت الجزائر بدورها بإغلاق الحدود البرية بين البلدين. تُعاني الساكنة المدنية على طرفين الحدود من قطع الأوصال والحرمان من صلة الرحم، كما تحمل الأسر المقسمة على الجهتين سياسة الدولتين على حد سواء على ما أصابها.
تبقى رمزية المعبر مزارا للسياح في البلدين حيث يوجد طريق جبلي تمر على الحدود تماما يتبادلون التحية وفي مناسبات عدة يطالبون بإعادة فتح الحدود، بينما المغرب يطالب رسميا بفتحها، ترفض الجزائر بدواعي أمنية وعدم تحقيق شروطها لفتح المعابر الحدودية.

## النشاط الإقتصادي
إن غلق المعبر الحدودي ككامل معابر الحدود الجزائرية المغربية، تسبب في كساد في التبادل تجاري والشراكات الاقتصادية بين البلدين خصوصا في المنطقة الحدودية رغم ذلك فإن المبادلات التجارية لم تتوقف كليا على الإطلاق بسبب إغلاق الحدود. من جهة هي متواصلة عبر البحر والجو ومن جهة أخرى عبر السوق السوداء فالمهربون يستغلون شساعة الحدود الممتدة على مدى 1800 كلم لتهريب السلع بين البلدين، والتي تشمل محروقات النفط نحو المغرب، المواد الغذائية والماشية والكيف المعالج إلى الجزائر.

## رواية
و هي عنوان لرواية للكاتب الجزائري بومدين بلكبير يحكي فيها عن تداعيات غلق الحدود بمنأى عن التداعيات السياسية.